# Snap og trylledrikken
Egefolket: Snap og trylledrikken (2001) er et computerspil for børn. Spillet er udviklet af MadsenMedia Interactive og udgivet af K.E. Media.  

## Historie
Egefolkets statue stjæles en sen nat af mosetroldene. Statuen er byens talisman, og sagnet siger, at Egeby vil gå til grunde, hvis statuen er borte fra byen i mere end 24 timer. Eftersom ingen egefolk tør nærme sig troldenes slot ude i mosen, brygger Oldermanden, der er byens overhoved, en grøn gas, der kan få troldene til at sove. Så kan en gruppe egefolk uhindret slippe ind i troldeslottet og røve statuen tilbage.
Men kort før det storstilede redningsforsøg kommer Oldermanden i sin iver til at knuse flasken med sovegas, og alle egefolk i byen falder i en dyb, trancelignende søvn. Feen Illumi har set det hele, og hun skynder sig at hente Snap; den eneste egefyr, der ikke var i byen, da uheldet skete.
Snap og Illumi må først finde vej ud til Oldermandens laboratorium og her søge efter opskriften på den modgift, der kan få Egefolket vækket af deres dybe søvn. Og så gælder det om at finde alle ingredienserne til modgiften i skovene omkring Egeby.
Andet niveau af Snap og Trylledrikken foregår i de skumle gange under Mosetroldenes slot. Her er den friske egefyr på jagt efter den stjålne statue, som han vil bringe tilbage til landsbyen. Men da Illumi bliver taget til fange af en af troldene, bliver det kun sværere at finde vej gennem det snørklede gangsystem uden at blive opdaget...
Selvfølgelig finder Snap statuen til sidst, og han bringer den velbeholdent tilbage til Egeby sammen med modgiften, så alle hans venner igen kan vågne fra deres søvn...

## Presse
Jyllands-Postens Niels Sandøe gav titlen 5 ud af 6 stjerner og skrev:
"Egefolket – Snap og Trylledrikken er en rigtig god ny adventuretitel for børn i fem til syv års alderen. Den er dansk, den har varme i sin streg og en ganske god historie. Og så lærer de unge poder ikke så lidt om den danske natur undervejs. (...) Skoven er en rigtig dejlig varieret eventyrskov. Og selvfølgelig er der hule træer og talende dyr, der skal aflægges besøg hos for at klare sig igennem, herunder et hos den gamle ugle og en sumprotte. Der kan spilles på tre sværhedsniveauer. Styringen af Snap går helt smertefrit. Stemningen er hyggelig. (...) Jeg synes historien går rent ind. Den leverer underholdning, lærdom og eventyr kombineret med pæn grafik. Der er tale om en debutproduktion fra den nye spiludvikler, MadsenMedia. Jeg glæder mig til at se mere fra den kant."
| computerspil | Spire Denne computerspilsrelaterede artikel er en spire som bør udbygges. Du er velkommen til at hjælpe Wikipedia ved at udvide den. |